# Back to Basics Tour
Back To Basics World Tour fue la cuarta gira musical que la cantante estadounidense Christina Aguilera emprendió desde finales de 2006 en Inglaterra hasta mediados del año 2007 en Australia, aunque poco después volvió a Europa y Asia en 2008, incluyendo conciertos en Europa, Norteamérica, Asia y Oceanía. Es su tour más recaudador, con 32 millones de dólares solo en Norteamérica, y en total de 75 millones en el mundo. Con un total de 81 fechas, haciéndolo el tour más recaudador del 2007 por una artista femenina. La gira estuvo a cargo de la empresa norteamericana AEG Live.
El DVD de la gira, llamado Back to Basics: Live and Down Under es un material el cual muestra el concierto en vivo de Aguilera durante su concierto en la ciudad de Sídney (Australia). Su lanzamiento mundial fue el 5 de febrero y el 4 de febrero en el Reino Unido, ambos en 2008.

## Historia
Su extravagante tour incluyó escenografía para cabaret y circo, y trajes diseñados por Roberto Cavalli. Fue la gira hecha por una artista femenina más exitosa del 2007.
En la segunda y la tercera parte las Pussycat Dolls fueron las encargadas de abrir el acto. Danity Kane abrió solo en fechas de Estados Unidos. La tercera y última parte del tour en Asia y Oceanía se extiende a través de países como Japón y Australia, en donde las entradas para el primer día en Melbourne se agotaron en menos de una hora. Australia fue el país donde finalmente se grabó el DVD Back To Basics: Live And Down Under que se lanzó el 5 de febrero de 2008.
El 31 de julio, se informa de que Aguilera cancela dos conciertos en Australia y todos los de Nueva Zelanda por problemas de salud dando por terminada la gira Back to Basics World Tour en Melbourne (Australia).

## Reconocimientos
| Año  | Premiación                  | Categoría                                                      | Resultado |
| ---- | --------------------------- | -------------------------------------------------------------- | --------- |
| 2007 | Billboard Touring Awards    | Top Package (Christina Aguilera, Pussycat Dolls & Danity Kane) | Nominada  |
| 2007 | Billboard Touring Awards    | Breakthrough Artist (Christina Aguilera)                       | Nominada  |
| 2007 | Billboard Top Grossing Tour | Top Grossing Female Tour                                       | Ganadora  |
| 2008 | MTV Asia Awards             | Bringin' Down Da House                                         | Ganadora  |

## Repertorio
- Acto I: 1920s

1. "Intro (Back to Basics)" (Video Introduction)
2. "Ain't No Other Man"
3. "Back in the Day"
4. "Understand"
5. "Come On Over Baby (All I Want Is You)"
6. "Slow Down Baby"
7. "Still Dirrty" (contiene elementos de "Can't Hold Us Down")

- Acto II: Duke Joint

1. "I Got Trouble" (Video Interlude)
2. "Makes Me Wanna Pray"
3. "What a Girl Wants"
4. "Oh Mother"

- Acto III: Circus

1. "Enter the Circus" (Video/Dance Interlude)
2. "Welcome"
3. "Dirrty" (contiene elementos de  "Cell Block Tango" & "Entrance of the Gladiators")
4. "Candyman"
5. "Nasty Naughty Boy"
6. "Hurt"
7. "Lady Marmalade"

- Acto IV: Encore

1. "Thank You (Dedication to Fans…)" (Video Interlude)

- Encore

1. "Beautiful"
2. "Fighter"

## Fechas
| Fecha                   | Ciudad             | País                   | Recinto                          |
| ----------------------- | ------------------ | ---------------------- | -------------------------------- |
| Europa                  |                    |                        |                                  |
| 17 de noviembre de 2006 | Sheffield          | Reino Unido            | Hallam FM Arena                  |
| 20 de noviembre de 2006 | Belfast            | Irlanda                | Odyssey Arena                    |
| 21 de noviembre de 2006 | Dublín             | Irlanda                | The Point                        |
| 23 de noviembre de 2006 | Mánchester         | Reino Unido            | Manchester Evening News Arena    |
| 24 de noviembre de 2006 | Newcastle          | Reino Unido            | Metro Radio Arena                |
| 26 de noviembre de 2006 | Birmingham         | Reino Unido            | National Indoor Arena            |
| 29 de noviembre de 2006 | Londres            | Reino Unido            | Wembley Arena                    |
| 30 de noviembre de 2006 | Londres            | Reino Unido            | Wembley Arena                    |
| 2 de diciembre de 2006  | Róterdam           | Países Bajos           | Ahoy                             |
| 3 de diciembre de 2006  | Amberes            | Bélgica                | Sportpaleis                      |
| 5 de diciembre de 2006  | Fráncfort del Meno | Alemania               | Festhalle                        |
| 6 de diciembre de 2006  | París              | Francia                | Palais Omnisports de Paris-Bercy |
| 8 de diciembre de 2006  | Oberhausen         | Alemania               | Oberhausen Arena                 |
| 11 de diciembre de 2006 | Hamburgo           | Alemania               | Color Line Arena                 |
| 13 de diciembre de 2006 | Stuttgart          | Alemania               | Schleyerhalle                    |
| 14 de diciembre de 2006 | Zúrich             | Suiza                  | Hallenstadion                    |
| 16 de diciembre de 2006 | Viena              | Austria                | Wiener Stadthalle                |
| 17 de diciembre de 2006 | Praga              | República Checa        | Sazka Arena                      |
| América del Norte       |                    |                        |                                  |
| 20 de febrero de 2007   | Houston            | Estados Unidos         | Toyota Center                    |
| 21 de febrero de 2007   | Dallas             | Estados Unidos         | American Airlines Center         |
| 23 de febrero de 2007   | Omaha              | Estados Unidos         | CHI Health Center                |
| 24 de febrero de 2007   | Kansas City        | Estados Unidos         | Kemper Arena                     |
| 26 de febrero de 2007   | Denver             | Estados Unidos         | Pepsi Center                     |
| 28 de febrero de 2007   | Phoenix            | Estados Unidos         | Jobing.com Arena                 |
| 2 de marzo de 2007      | San Diego          | Estados Unidos         | iPayOne Center                   |
| 3 de marzo de 2007      | Las Vegas          | Estados Unidos         | Mandalay Bay Events Center       |
| 5 de marzo de 2007      | Anaheim            | Estados Unidos         | Honda Center                     |
| 6 de marzo de 2007      | Los Ángeles        | Estados Unidos         | Staples Center                   |
| 9 de marzo de 2007      | Oakland            | Estados Unidos         | Oracle Arena                     |
| 10 de marzo de 2007     | San José           | Estados Unidos         | HP Pavilion at San Jose          |
| 12 de marzo de 2007     | Vancouver          | Canadá                 | General Motors Place             |
| 14 de marzo de 2007     | Edmonton           | Canadá                 | Rexall Place                     |
| 15 de marzo de 2007     | Calgary            | Canadá                 | Pengrowth Saddledome             |
| 17 de marzo de 2007     | Winnipeg           | Canadá                 | MTS Centre                       |
| 19 de marzo de 2007     | Saint Paul         | Estados Unidos         | Xcel Energy Center               |
| 23 de marzo de 2007     | Nueva York         | Estados Unidos         | Madison Square Garden            |
| 25 de marzo de 2007     | Toronto            | Canadá                 | Air Canada Centre                |
| 26 de marzo de 2007     | Ottawa             | Canadá                 | Scotiabank Place                 |
| 28 de marzo de 2007     | Montreal           | Canadá                 | Bell Centre                      |
| 30 de marzo de 2007     | Boston             | Estados Unidos         | TD Banknorth Garden              |
| 31 de marzo de 2007     | Atlantic City      | Estados Unidos         | Boardwalk Hall                   |
| 2 de abril de 2007      | Washington D. C.   | Estados Unidos         | Verizon Center                   |
| 3 de abril de 2007      | Filadelfia         | Estados Unidos         | Wachovia Center                  |
| 5 de abril de 2007      | East Rutherford    | Estados Unidos         | Continental Airlines Arena       |
| 7 de abril de 2007      | Uniondale          | Estados Unidos         | Nassau Coliseum                  |
| 9 de abril de 2007      | Auburn Hills       | Estados Unidos         | Palace of Auburn Hills           |
| 11 de abril de 2007     | Columbus           | Estados Unidos         | Nationwide Arena                 |
| 13 de abril de 2007     | Cleveland          | Estados Unidos         | Wolstein Center                  |
| 14 de abril de 2007     | Pittsburgh         | Estados Unidos         | Mellon Arena                     |
| 20 de abril de 2007     | Milwaukee          | Estados Unidos         | Bradley Center                   |
| 21 de abril de 2007     | Rosemont           | Estados Unidos         | Allstate Arena                   |
| 23 de abril de 2007     | Toronto            | Canadá                 | Air Canada Centre                |
| 25 de abril de 2007     | Providence         | Estados Unidos         | Dunkin' Donuts Center            |
| 27 de abril de 2007     | Hartford           | Estados Unidos         | Hartford Civic Center            |
| 28 de abril de 2007     | Baltimore          | Estados Unidos         | 1st Mariner Arena                |
| 1 de mayo de 2007       | Raleigh            | Estados Unidos         | RBC Center                       |
| 2 de mayo de 2007       | Duluth             | Estados Unidos         | Ginnett Center                   |
| 4 de mayo de 2007       | Tampa              | Estados Unidos         | St. Pete Times Forum             |
| 5 de mayo de 2007       | Ft. Lauderdale     | Estados Unidos         | BankAtlantic Center              |
| Asia                    |                    |                        |                                  |
| 18 de junio de 2007     | Osaka              | Japón                  | Osaka-jō Hall                    |
| 20 de junio de 2007     | Tokio              | Japón                  | Nippon Budokan                   |
| 21 de junio de 2007     | Tokio              | Japón                  | Nippon Budokan                   |
| 23 de junio de 2007     | Seúl               | Corea del Sur          | Arena de Gimnasia Olímpica       |
| 24 de junio de 2007     | Seúl               | Corea del Sur          | Arena de Gimnasia Olímpica       |
| 26 de junio de 2007     | Shanghái           | China                  | Shanghai Indoor Stadium          |
| 28 de junio de 2007     | Bangkok            | Tailandia              | Impac Arena                      |
| 30 de junio de 2007     | Singapur           | Singapur               | Singapore Indoor Stadium         |
| 3 de julio de 2007      | Hong Kong          | Hong Kong              | AsiaWorld-Arena                  |
| 6 de julio de 2007      | Taguig             | Filipinas              | The Fort Open Field              |
| Oceanía                 |                    |                        |                                  |
| 13 de julio de 2007     | Perth              | Australia              | Burswood Dome                    |
| 14 de julio de 2007     | Perth              | Australia              | Burswood Dome                    |
| 17 de julio de 2007     | Adelaide           | Australia              | Adelaide Entertainment Centre    |
| 19 de julio de 2007     | Adelaide           | Australia              | Adelaide Entertainment Centre    |
| 20 de julio de 2007     | Brisbane           | Australia              | Brisbane Entertainment Centre    |
| 21 de julio de 2007     | Brisbane           | Australia              | Brisbane Entertainment Centre    |
| 24 de julio de 2007     | Sídney             | Australia              | Acer Arena                       |
| 25 de julio de 2007     | Sídney             | Australia              | Acer Arena                       |
| 27 de julio de 2007     | Melbourne          | Australia              | Rod Laver Arena                  |
| Europa                  |                    |                        |                                  |
| 20 de octubre de 2008   | Kiev               | Ucrania                | Palats Sportu                    |
| 21 de octubre de 2008   | Kiev               | Ucrania                | Palats Ukraina                   |
| Asia                    |                    |                        |                                  |
| 24 de octubre de 2008   | Abu Dabi           | Emiratos Árabes Unidos | Hotel Emirates Palace            |

### Conciertos Cancelados
| Fecha               | Ciudad                  | Lugar           | Motivo     |
| ------------------- | ----------------------- | --------------- | ---------- |
| 29 de julio de 2007 | Melbourne, Australia    | Rod Laver Arena | Enfermedad |
| 30 de julio de 2007 | Melbourne, Australia    | Rod Laver Arena | Enfermedad |
| 2 de agosto de 2007 | Auckland, Nueva Zelanda | Vector Arena    | Enfermedad |
| 3 de agosto de 2007 | Auckland, Nueva Zelanda | Vector Arena    | Enfermedad |

## Personal
- Director del Tour: Jamie King
- Director Musical: Rob Lewis
- Coreógrafos: Jeri Slaughter
- Vestuario: Roberto Cavalli
- Promotora: AEG Live